# Библейская география
Библейская география — раздел библеистики, изучающий историческую географию региона, в котором происходили события библейской истории и географические представления библейских авторов. В «ЕЭБЕ» основателем библейской географии «как научной дисциплины» назван американский библейский богослов-экзегет Эдвард Робинсон.

## Предмет исследования науки
Библейские авторы применяют прикладную географию, они вынуждены обозначать места, в которых происходили явления природы, события войн, проходят границы владений и т. п.
В библейских представлениях о мире форма Земли чётко не определена.
Библейские персонажи ориентируются в пространстве по видимому пути солнца и стороны света обозначаются с позиции человека, обращённого лицом к востоку.
Существовала привязка к локальными ориентирам — горам, плоскогорьям, хребтам, рекам, долинам, а также к произведениям человека — дорогам и поселениям.
Ключевым направлением Библейской географии является изучение исторической географии Палестины. Источниками служат библейские и небиблейские тексты, материалы топонимики и физической географии, а также данные библейской археологии.
Реконструкция географического контекста библейской истории позволяет исследователям делать выводы о путях передвижения и о миграции народов, населявших Палестину в древности, о границах территорий отдельных племён, о географических условиях, в которых жили народы, об административном делении (провинциях, землях, городах и их соподчинении), о любых видах деятельности и процессах, разворачивающихся в пространстве (торговых связях, войнах, переселениях).

## Библейская география
В какой форме древние евреи представляли себе Землю неизвестно, только она им не казалась беспредельной; согласно библейскому тексту, её поддерживают устои (в славянском переводе «основания», и «твердые основы», и что земля висит «ни на чём». Землетрясения признавались актами сверхъестественной силы.
Восход и закат солнца служили древним евреям единственным средством для распознавания стран света, и определяя направление, они всегда обращались лицом в сторону восхода солнца. Поэтому восток называли «передом» (קדם; Быт. 2:8; 12:8 и др.) или «местом сияния» (מזרה, ἀνατολή), тогда как запад обозначали словами «зад» (אחור; Ис. 9:11 и др.) или «море» (ים; Быт. 12:8 и др.) — из-за того, что Палестина на западе омывается Средиземным морем. Север называли «скрытым» (צפון). У юга было несколько названий:
- «правая» [сторона] (ימין; 1Цар. 23:24);
- в поэзии «полдень», «полуденная» [сторона] (תימן; — Зах. 6:6; 9:14; Иов. 39:26),
- «светлая» [сторона] (דרום; Втор. 33:23),
- «сухая» (נגב; Быт. 12:9 и др.).